# Liste von Frauennetzwerken in Deutschland
Die Liste von Frauennetzwerken in Deutschland enthält überregional aktive Frauenvereine, Berufsverbände für Frauen und sonstige Frauen-Vereinigungen, die ihren Sitz in Deutschland haben. Sie haben unterschiedliche Strukturen, Träger und Organisationsformen. Manche Netzwerke haben im Zuge der zweiten Frauenbewegung als informelle Gruppen begonnen und institutionalisierten sich später. Frauennetzwerke verfolgen frauen- und geschlechterpolitische Ziele auf politischen, kulturellen, beruflichen oder sozialen Gebieten. Sie dienen dem professionellen Networking als auch dem Aufbau wertschätzender sozialer Beziehungen, der gegenseitigen Unterstützung und dazu, öffentlich sichtbar zu sein. Frauennetzwerke existieren auch innerhalb von einigen großen Organisationen wie zum Beispiel im Deutschen Gewerkschaftsbund. Diese sind in der Liste nicht aufgeführt.
Die Liste ist alphabetisch sortiert und erhebt keinen Anspruch auf Vollständigkeit.

## Liste
- ADEFRA e. V. – Schwarze Frauen in Deutschland
- Allianz der außeruniversitären Gleichstellungsbeauftragten
- Arbeitsgemeinschaft Katholischer Frauenverbände und -gruppen (AG Kath)
- Berufsverband Bildender Künstler*innen Berlin
- Berliner Erklärung
- Bet Debora, europäisches Netzwerk jüdischer Feministinnen, Berlin
- BücherFrauen
- Bundesverband Frauenberatungsstellen und Frauennotrufe – Frauen gegen Gewalt (bff)
- Bundeskonferenz der Frauen- und Gleichstellungsbeauftragten an Hochschulen
- Bundesverband der Migrantinnen in Deutschland
- Business and Professional Women (BPW)
- CINEMATOGRAPHINNEN – Netzwerk bildgestaltende Kamerafrauen
- Colombina Colonia
- Deutscher Ärztinnenbund DÄB
- Deutscher Frauenrat (Vereinigung von bundesweit rund 60 Organisationen)
- Deutscher ingenieurinnenbund (dib)
- Deutscher Akademikerinnenbund (DAB)
- Demokratischer Frauenbund Deutschlands (dfb)
- Deutscher Frauenring (DFR)
- Deutscher HebammenVerband (DHV)
- Deutscher Juristinnenbund (djb)
- Deutscher Landfrauenverband (dlv)
- Die Chirurginnen
- Deutscher Staatsbürgerinnenverband (ADF)
- Digitales Deutsches Frauenarchiv (DDF)
- Digital Media Women DMW
- Europäische Akademie für Frauen in Politik und Wirtschaft (EAF)
- European Women’s Management Development International Network (EMMP)
- Evangelische Frauen in Deutschland (EFiD)
- Femtec.Alumnae
- FidAR Frauen in die Aufsichtsräte
- fim Frauen im Management
- Fondsfrauen
- Frauen & Geschichte Baden-Württemberg
- Frauen in der Immobilienwirtschaft
- Frauen in Naturwissenschaft und Technik (NUT)
- Frauenbrücke Ost-West
- Frauennetzwerk für Frieden
- Frauenrat NRW
- Frauenrat Saarland
- Frauenwerk der Evangelisch-lutherischen Landeskirche Hannovers
- Generation CEO e.V.
- GEDOK – Verband der Gemeinschaften der Künstlerinnen und Kunstförderer
- I.d.a. – Dachverband deutschsprachiger Frauen / Lesbenarchive, -bibliotheken und -dokumentationsstellen
- Journalistinnenbund
- Jüdischer Frauenbund in Deutschland
- Katholischer Deutscher Frauenbund
- Katholische Frauengemeinschaft Deutschlands
- Landesfrauenrat Berlin
- Landesfrauenrat Bremen
- Landesfrauenrat Hamburg
- LandesFrauenrat Hessen
- Landesfrauenrat Niedersachsen
- LandFrauen
- LandFrauenverband (dlv)
- LAG Lesben in NRW
- LesbenRing
- Malerinnennetzwerk Berlin-Leipzig
- Marie-Schlei-Verein
- Miss Marples Schwestern (MMS)
- Netzwerk Frauen- und Geschlechterforschung NRW
- Parität in den Parlamenten
- ParitätJetzt
- ProQuote Bühne
- ProQuote Film
- Pro Quote (Pro Quote Medien e. V.)
- Safia – Lesben gestalten ihr Alter
- Soroptimist International Deutschland
- Stadtbund Münchner Frauenverbände
- Terre des Femmes
- UN Women Deutschland
- Verband alleinerziehender Mütter und Väter (VAMV)
- Verband berufstätiger Mütter (VBM)
- Verband der ZahnÄrztinnen plus
- Verband deutscher Unternehmerinnen
- WIB – Women in Business e.V. (WIB)
- Women in International Security
- Women in Film and Television (WIFTG) Germany
- Working moms
- Webgrrls.de
- Weibernetz
- Zonta Clubs